# NGC 5419
NGC 5419 é uma galáxia elíptica (E) localizada na direcção da constelação de Centaurus. Possui uma declinação de -33° 58' 42" e uma ascensão recta de 14 horas, 03 minutos e 38,7 segundos.
A galáxia NGC 5419 foi descoberta em 8 de Junho de 1837 por John Herschel.